# 102° westerlengte

102° WL vormt de grens in Canada tussen enerzijds de Northern Territories en Nunavut en anderzijds tussen Saskatchewan en Manitoba

102° westerlengte (ten opzichte van de nulmeridiaan) is een meridiaan of lengtegraad, onderdeel van een geografische positieaanduiding in bolcoördinaten. De lijn loopt vanaf de Noordpool naar de Noordelijke IJszee, Noord-Amerika, de Grote Oceaan, de Zuidelijke Oceaan en Antarctica en zo naar de Zuidpool.
In Canada wordt de grens tussen de territoria Northwest Territories en Nunavut voor een deel gevormd door de meridiaan 102° westerlengte ten noorden van 60° noorderbreedte. Een gedeelte van de grens ten zuiden van de 60° noorderbreedte tussen de provincies Saskatchewan en Manitoba ligt 400 meter ten westen van de meridiaan. Het quadripunt van de grenzen van deze vier provincies en territoria ligt dan ook op de kruising van 102° WL en 60° NB.
In de Verenigde Staten wordt de grens tussen de staten Colorado in het westen en Nebraska en Kansas in het oosten gevormd door de meridiaan 25° westerlengte ten opzichte van de nulmeridiaan van Washington. Deze 25° WL / Washington meridiaan bevindt zich 3 boogminuten meer naar het westen dan de 102° westerlengte, wat zich op deze noorderbreedte vertaalt naar een afstand van circa 4 km.
De meridiaan op 102° westerlengte vormt een grootcirkel met de meridiaan op 78° oosterlengte. De meridiaanlijn beginnend bij de Noordpool en eindigend bij de Zuidpool gaat door de volgende landen, gebieden of zeeën.
| Land, gebied of zee | Nauwkeurigere gegevens |
| ------------------- | --- |
| Noordelijke IJszee  | |
| Canada              | Nunavut - Ellef Ringnes-eiland, King Christian Island, Bathursteiland, Alexandereiland                                                     |
| Parrykanaal         | |
| Canada              | Nunavut - Prins van Wales-eiland, Victoria-eiland                                                                                          |
| Queen Maudgolf      | |
| Canada              | Nunavut - Jenny Lindeiland |
| Queen Maudgolf      | |
| Canada              | Nunavut, grens tussen Northwest Territories en Nunavut, Manitoba, Saskatchewan                                                             |
| Verenigde Staten    | North Dakota, South Dakota, Nebraska, Kansas, Oklahoma, Texas                                                                              |
| Mexico              | Coahuila de Zaragoza, Zacatecas, San Luis Potosí, Zacatecas, Aguascalientes, Jalisco, Guanajuato, Jalisco, Guanajuato, Michoacán, Guerrero |
| Grote Oceaan        | |
| Zuidelijke Oceaan   | |
| Antarctica          | Niet-toegeëigend gebied in Antarctica |